# Stare Budy Osieckie
Stare Budy [pronunciación en polaco: /ˈstarɛ Budɨ ɔˈɕɛt͡skʲɛ/] es una aldea ubicada en el distrito administrativo de Gmina Siemiątkowo, dentro del condado de Żuromin, Voivodato de Mazovia, en el centro-este de Polonia.
El pueblo tiene una población aproximada de 60 habitantes.